# 마쓰모토정
마쓰모토정(일본어: 松元町)은 일본 가고시마현 히오키군의 그 중 남부에 있는 6개 마을을 중심으로 가미이주인촌(上伊集院村)이 성립하였다, 1960년 가미이주인촌을 마쓰모토촌으로 개칭되어, 당일 정으로 승격해 마쓰모토정이 되었으며, 2004년 11월 1일에 가고시마시에 편입되어 자치단체로서는 소멸되었다.
2004년 9월 1일 현재 인구 12,698명, 세대수 4,629세대, 면적은 51.05km2이며, 2000년에 실시된 인구조사에서 마츠모토초는 1995년 인구조사 시점보다 9.3퍼센트 증가하여 가고시마현 내 시읍면 중 가장 높은 인구 증가율을 기록했다.

## 지리
마쓰모토정의 중심부는 가고시마시 중심부에서 서쪽으로 약 10km 떨어진 곳에 있으며, 사쓰마반도 중부의 남북 11km, 동서 7.4km의 범위에 걸쳐 있다. 가고시마만과 동중국해로 향하는 양면 경사를 가진 분수령 지대에 있으며, 가고시마만 방면으로 나가타강이 흐르고, 동중국해 방면으로 가미노가와 수계 가미타니구치강, 이시타니강, 후쿠야마강 등이 흐르고 있다. 전체가 약 200m급 시라스 고원과 침식 계곡에 의한 계곡으로 이루어져 있으며, 마을은 하천의 충적 저지대와 고원 가장자리에 위치하고 있다.

## 역사
선토기 시대의 유적 및 유물은 발견되지 않았지만, 조몬, 야요이 시대의 것은 나오키, 이리사, 하루야마 등을 중심으로 발견되고 있으며, 조몬 시대의 유적은 대부분 대지나 산지에 위치하고 있다. 최근에는 미나미큐슈 서일본 자동차도로 건설 당시 후쿠야마에서 조몬시대의 것으로 추정되는 후키카키 유적이 발견되었다.야요이 시대의 것으로는 나오키의 도쇼지(東昌寺) 유적에서 기타큐슈의 엔가식 토기가 많이 출토되고 있다. 이 일대도 '기키'에 나오는 아타하야인의 거주지였던 것으로 추정된다. 고분 시대의 것으로는 이리사(入佐)에 있는 오토리 신사터에서 토기 등이 출토되고 있다
고대에는 사쓰마국 히키군에 속해 있었다.
- 1889년 4월 1일 - 정촌제 시행에 수반해 이전의 정역에 해당되는 가미이주인촌이 성립하였다.
- 1960년 4월 1일 - 정으로 승격 개칭해, 마쓰모토정이 되었다.
- 2004년 11월 1일 - 가고시마시에 편입되어 소멸하였다.

## 교통

### 도로
- 가고시마현도 제24호선
- 가고시마현도 제35호선
- 가고시마현도 제206호선
- 가고시마현도 제210호선
- 가고시마현도 제291호선
- 가고시마현도 제296호선

## 참고 문헌
- 角川日本地名大辞典編纂委員会,『角川日本地名大辞典 鹿児島県』1983, 角川書店